# GOES 6
El GOES 6, conegut com a GOES-F abans d'entrar en servei, va ser un satèl·lit meteorològic operat per la National Oceanic and Atmospheric Administration dels Estats Units com a part del sistema Geostationary Operational Environmental Satellite. Llançat el 1983, va ser utilitzat per a la predicció meteorològica als Estats Units.

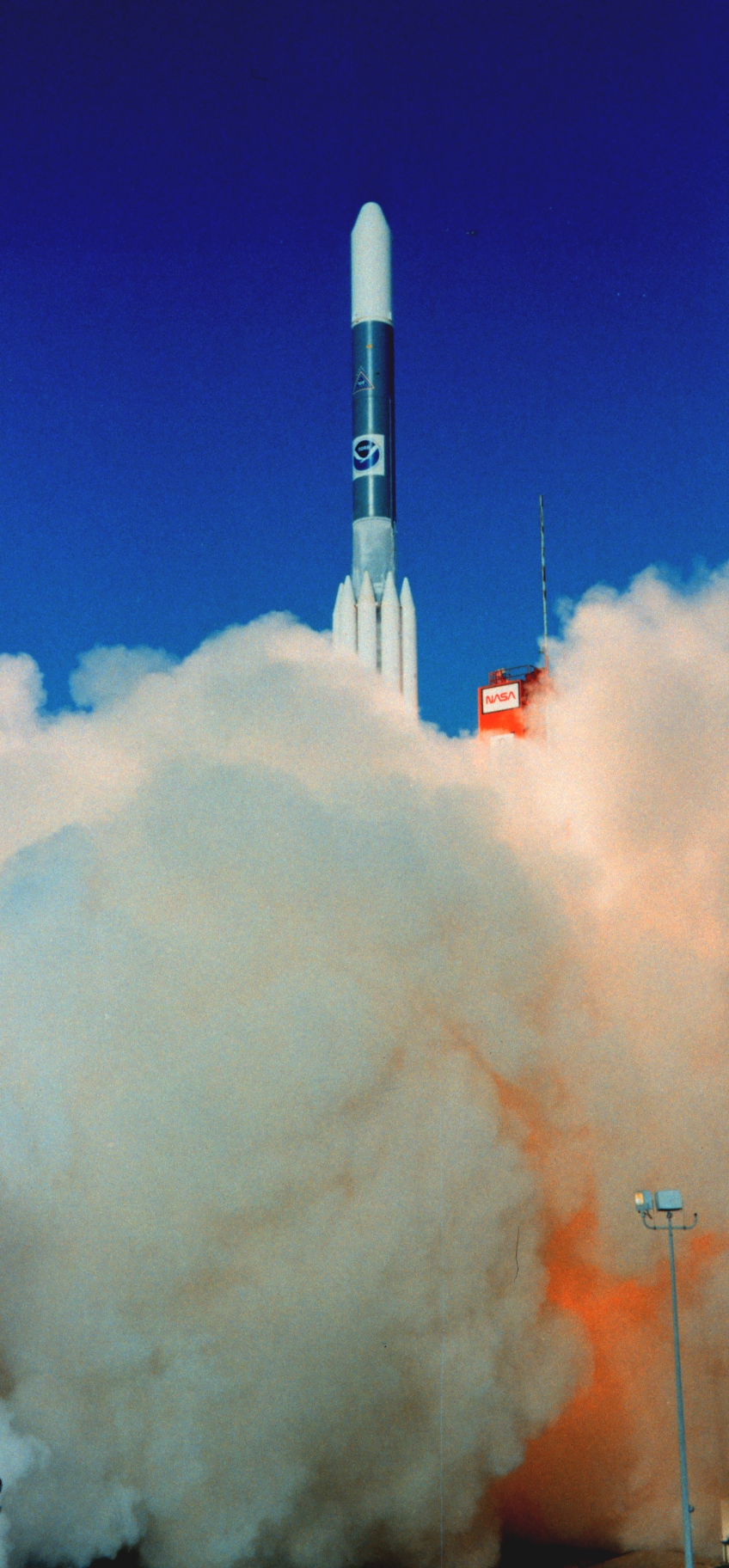
Llançament del GOES-F en un Delta 3914

El GOES 6 va ser construït per Hughes Space and Communications, i estava basat en el model de satèl·lit HS-371. En el llançament tenia una massa de 660 kg, amb una vida útil prevista de funcionament del voltant de set anys.
El GOES-F va ser llançat utilitzant un coet transportadorDelta 3914 enlairant-se des de Launch Complex 17A al Cape Canaveral Air Force Station. El llançament es va produir a les 22:26 GMT del 28 d'abril de 1983. El llançament va col·locar amb èxit el GOES-F en una òrbita de transferència geoestacionària, de la qual es va elevar a l'òrbita geoestacionària per mitjà d'un motor d'apogeu Star-27 a bord, amb la seva inserció en l'òrbita geoestacionària el 9 de maig de 1983.
Després de la seva inserció en òrbita geoestacionària, el GOES 6 va ser col·locat a 135° Oest. En el 1984 va ser traslladat, inicialment a 97° Oest, i més tard a 108° Oest a cobrir l'error del Visible Infrared Spin-Scan Radiometer en el GOES 5. Després que el GOES 7 substituís el GOES 5 en el 1987, el GOES 6 va ser retornat a 135° Oest, on va romandre durant la resta de la seva vida operativa. La seva càmera va fallar en el 21 de gener de 1989, deixant el GOES 7 com l'única satèl·lit GOES operacional durant cinc anys, fins al llançament del GOES 8 el 1994. Després d'aquest problema, es va mantenir operatiu com a satèl·lit de retransmissió i comunicacions fins que es va retirar a una òrbita cementiri el 19 de maig de 1992.